# Mário de Lima Beck
Mário de Lima Beck (? — ?) foi um político brasileiro.
Bacharel em Direito, exerceu o cargo de promotor de Justiça na cidade de Campo Grande, tendo sido exonerado no dia 20 de julho de 1932, pois devia ser favorável à Revolução Constitucionalista de 1932. A sua exoneração deu-se um dia após o então prefeito municipal de Campo Grande, Vespasiano Barbosa Martins, também ter sido exonerado pelo Interventor Federal de Mato Grosso do cargo que ocupava por meio do ato n. 42 de julho de 1932.
É autor da obra Nova querencia. Chronica das emigrações riograndenses para Matto Grosso, publicada em 1935. 
Foi eleito, em 3 de outubro de 1950, deputado estadual, pelo PL, para a 38ª Legislatura da Assembleia Legislativa do Rio Grande do Sul, de 1947 a 1951.